# Color Linestadion
Het Color Linestadion is een voetbalstadion in de Noorse stad Ålesund en de huidige thuisbasis van de club Aalesunds FK. Het stadion werd ingehuldigd in april 2005; de kostprijs bedroeg 160 miljoen Noorse kronen.
Het stadion is in Noorwegen vooral bekend omdat het is voorzien van kunstgras.

## Feiten
- Capaciteit: 10.720 (9660 zitplaatsen).
- Hoogste aantal toeschouwers: 10.903 (Aafk–Hamarkameratene, 2005).
- De eerste wedstrijd in het Color Linestadion was Aafk–Odd Grenland; Aafk won de wedstrijd.
- Buiten het stadion staat een standbeeld van John Arne Riise, oud-speler van Aafk.